# Pont Étienne (Autriche)
Le pont Etienne est un pont en maçonnerie de la route du Brenner dans le Tyrol (Unterberg à Weiler) qui franchit la vallée de la Ruetz juste avant sa confluence avec la Sill, entre les villages de Schönberg et de Mutters.

## Histoire
Cette voûte de 36 m, lancée au-dessus de la Ruetz entre 1842 et 1846, est le plus grand pont en maçonnerie encore debout en Autriche. L'archiduc Étienne de Habsbourg-Lorraine a posé la première pierre en 1843. Au moment de sa construction, son ouverture de 43,63 m en faisait la voûte la plus hardie de l'empire et la troisième plus large voûte au monde. La structure a été conçue par l’ingénieur Leonhard von Liebener et sa construction a été dirigée par l’architecte Aloïs Haas. Cet arc en plein cintre est taillé dans une brèche, équarrie en parpaings et acheminée à dos de mule depuis Hötting par la Brennerstraße. L'ouvrage, de style néo-classique, est répertorié au patrimoine national d'Autriche (n°127730, Mutters).
La forte augmentation du trafic, ainsi que les effets du salage, mettaient en péril la stabilité de la voûte : aussi le service du patrimoine l'a-t-il réparée entre 1993 et 1996.

## Curiosités touristiques
Il y a le long de la voie romaine une centrale électrique pour la voie ferrée, le Ruetzkraftwerk. Le pont Étienne franchit le canal de chasse de la Ruetz, qui n'est plus exploité par la centrale hydroélectrique de Fulpmes.
Deux auberges se trouvent près du pont : le Gasthaus Stefansbrücke, très réputé, et non loin de là le Gasthof Schupfen, qui servait de quartier général au partisan anti-français Andreas Hofer en 1809.